# 三好警察署
三好警察署（みよしけいさつしょ）は、徳島県警察が管轄する警察署の一つである。

## 所在地
- 徳島県三好市池田町ウヱノ3039番地1

## 管轄区域
- 三好市
- 三好郡東みよし町のうち昼間、足代、東山、加茂、西庄、中庄の一部、毛田の一部

## 組織
- 会計課
- 警務課
- 生活安全課
- 地域課
- 刑事課
- 交通課
- 警備課

## 沿革
- 2006年（平成18年）3月1日 - 管内の三好郡三野町、池田町、山城町、井川町、東祖谷山村、西祖谷山村の4町2村が新設合併し三好市に、同郡三好町と三加茂町が新設合併し東みよし町となったため、管轄市町村数が6町2村から1市1町となったことに併せて徳島県池田警察署から改称した。
- 2022年（令和4年）4月1日 - 井川町辻駐在所を井川町駐在所に改称し井川町西井川駐在所を廃止。東みよし町西庄駐在所を三加茂交番に変更し東みよし町加茂駐在所を廃止[1]。

## 交番
- 三加茂交番（三好郡東みよし町中庄1182番地1）

## 駐在所
- 三野町駐在所（三好市三野町芝生1099-1）
- 井川町駐在所（三好市井川町辻100番地3）
- 東みよし町昼間駐在所（三好郡東みよし町昼間3323-4）
- 池田町箸蔵駐在所（三好市池田町州津大深田628-7）
- 池田町白地駐在所（三好市池田町白地本名202-1）
- 池田町佐野駐在所（三好市池田町佐野影2230-3）
- 西祖谷山村駐在所（三好市西祖谷山村一宇368-9）
- 東祖谷京上駐在所（三好市東祖谷京上169-6）
- 東祖谷落合駐在所（三好市東祖谷落合412-6）
- 山城町下川駐在所（三好市山城町下川538-3）
- 山城町川口駐在所（三好市山城町大川持510-8）
- 山城町大歩危駐在所（三好市山城町下名987-11）

## 不祥事
2017年5月15日、Twitterに「徳島での公演のチケットがあるが、用事があるので譲る」などと書き込み、投稿を見た女子高生に4万円を振り込ませて騙し取ったとして、女子専門学校生を詐欺容疑で逮捕して19日間勾留した後、徳島地方検察庁が処分保留で釈放した。しかし、同年9月11日に三好署はこの逮捕が誤認逮捕だったとして謝罪し（この時点では地検は面会などをしていない）、女子中学生をTwitter上で女子専門学校生に成り済ましていたとして、同日に同容疑で書類送検した。女子中学生は容疑を認めている。なお、成りすましと判明するのは逮捕直前の捜査で見つけられなかった「特定記録郵便物等差出票」を、女子専門学校生が釈放後に自ら近隣の郵便局で見つけ（県警は1局のみ調査）、釈放の5日後に徳島地検に提供したからである。三好署はインターネットに関する知識が乏しい刑事課単独で捜査を進め、交渉相手を特定せずに逮捕状を請求し、サイバー犯罪に詳しい生活安全課や県警本部との連携はなく、本部への逮捕の報告も事後であった。